# Гіперметрія
Гіперме́трія (англ. hyper — понад лат. métron — міра) — перевищення кількості складів у стопі метричного вірша, наявність у ній зайвих складів:
І виходжа на росяний майдан
Весільне коло молодих древлян, —
Слов'янських зельних піль веснянки незабутні (Микола Бажан).
Подеколи в ситуації гіперметрії віршовий розмір може переходити з однієї стопи в іншу, як, приміром, у вірші Володимира Підпалого «Лебеді» — з ямба в дактиль:
Без ватажка, над людські сили: вони летіли, як пливли,
були і гордими й красивими,
а надто — білими були.